# Doron dororon
Doron Dororon (ドロンドロロン?)  è un manga shōnen scritto e disegnato da Gen Oosuka, serializzato sulla rivista Weekly Shōnen Jump di Shūeisha a partire dal 29 novembre 2021. La serie si è conclusa il 29 agosto 2022 con il trentaseiesimo capitolo.

## Trama
Esseri chiamati Mononoke minacciano gli esseri umani. Dora Sasaki è un giovane imbattibile nel combattimento e aspira a diventare un samurai anti-mononoke, in modo da mantenere una promessa fatta alla madre. Questo cambia quando incontra Kusanagi, un mononoke di buon cuore.

## Media

### Manga
L'opera, scritta e disegnata da Gen Oosuka, ha iniziato la serializzazione sulla rivista Weekly Shōnen Jump nel numero 52 del 2021, il 29 novembre dello stesso anno. Il primo volume tankōbon è stato pubblicato il 4 aprile 2022.

#### Volumi
| Nº | Data di prima pubblicazione | Data di prima pubblicazione | Data di prima pubblicazione |
| Nº | Giapponese                  | Giapponese                  |                             |
| -- | --------------------------- | --------------------------- | --------------------------- |
| 1  | 4 aprile 2022               | ISBN 978-4-08-883119-0      |                             |
| 2  | 3 giugno 2022               | ISBN 978-4-08-883180-0      |                             |
| 3  | 2 settembre 2022            | ISBN 978-4-08-883229-6      |                             |
| 4  | 4 ottobre 2022              | ISBN 978-4-08-883324-8      |                             |
| 5  | 4 ottobre 2022              | ISBN 978-4-08-883325-5      |                             |